# Felici insieme
Felici Insieme (Счастливы Вместе) è una sitcom russa lanciata dall'8 marzo 2006 al 1º marzo 2013 dal canale TNT.
Il film prende idea dalla commedia americana Sposati... con figli (Married... with children).

## Trama
Il film parla di una "tipica" famiglia provinciale russa formata da due coniugi, due figli e un cane.
Il padre, Ghenadij Bukin è un commesso in un negozio di scarpe; sua moglie Dar'a è una casalinga che passa la maggior parte del suo tempo davanti alla televisione, guardando riviste di moda e mangiando cioccolatini.
Hanno due figli: Roman, un ragazzo molto intelligente, ma con qualche problema con il sesso opposto e Svetlana una ragazza molto affascinante, ma completamente stupida.
In un secondo tempo in famiglia appare anche Sedmoj, uno dei molti figli dei trasandati parenti di Dasha.
Infine hanno un cane, di nome Baron.
La famiglia abita nella città di Ekaterinburg, in un vecchio palazzo. I coniugi hanno in mente di fare la ristrutturazione già da tempo, ma non riescono a finanziarsi.
La loro vicina è Lena, una donna considerata poco attraente (infatti è soprannominata "gallina" da Genadij), che in tempi diversi convive con Evgenij Stepanov e Anatolij Poleno.
Il film è molto amato in Russia da tutte le generazioni e i suoi attori hanno numerosi fans.
Il 1º aprile 2008 è iniziata la terza stagione del film.

## Personaggi
Gennadij Bukin, detto Gena (interpretato da Viktor Loginov)

È il padre della famiglia. Lavora come venditore di scarpe da donna in un negozio di un grande centro commerciale.
Gli piace mangiare e adora guardare lo sport alla TV.
Da giovane era considerato un ragazzo molto attraente e noto grazie alla sua bravura in calcio. Gli era stato proposto di trasferirsi a Mosca per giocare in una squadra di prestigio. Prima della partenza ha sposato Dasha, ragazza molto bella con la quale ha avuto un folle romanzo d'amore. Purtroppo, si era rotto una gamba, mandando in frantumi le sue gioiose prospettive di vita e imponendogli di ritornare nella natia Ekaterinburg, dove trascorrerà il resto della sua vita. Al ritorno trovò l'amata moglie che lo aspettava, ormai incinta. Da questo è cominciata la loro vita alla quale dovevano abituarsi.
Dar'a Bukina, detta Dasha (interpretata da Natal'a Bočkarëva)

È la moglie di Gena, una donna estremamente pigra.
In teoria dovrebbe essere casalinga, ma non è in grado di cucinare e non ha idea di cosa sia un negozio di alimentari. Per questo la famiglia è sempre affamata e il marito si accanisce su di lei.
Ama la TV, i cioccolatini, i romanzi d'amore, le riviste di moda ecc, che compra naturalmente con i soldi del marito. Fuma.
Roman Bukin, detto Roma (interpretato da Aleksandr Jakin)

È un ragazzo intelligente, ma ha perennemente dei problemi con il sesso femminile. Tutte le sue storie d'amore sono finite molto male.
È egoista, scherza in continuazione la sorella e spende i soldi del padre.
Svetlana Bukina, detta Sveta (interpretata da Dar'a Sagalova)

È molto carina ma è stupida: sa scrivere a malapena, legge con fatica, fa confusioni con i proverbi e le espressioni idiomatiche non sapendone il significato.
L'unica cosa che ha in testa sono i ragazzi, tra i quali è molto popolare. Ha sempre uno o più appuntamenti al giorno.
Baron (interpretato da un cane bernese)

È il cane da guardia della famiglia, ma in caso di pericolo è il primo a scappare. Nel film possiamo sentire i suoi pensieri sul mondo e sulle persone che lo circondano.
Sedmoj, detto Sëma (interpretato da Il'ja Butkovskij)

È il figlio dei parenti di Dasha, trasandati e informali, che non si sono neanche degnati di dare un nome normale al bambino chiamandolo con un numero ordinale (Sedmoj in russo significa settimo). Ma i genitori avevano qualche problema con la matematica: Sedmoj è infatti il loro quinto, non settimo figlio.
Con la sua apparsa in famiglia, nella 121ª puntata in Dasha si risveglia l'istinto materno, Gena vede in Sëma una bocca superflua da sfamare, Roma e Sveta diventano molto gelosi (già prima Dasha non li degnava di uno sguardo, adesso se ne è proprio dimenticata).
Elena Stepanova/Poleno, detta Lena (interpretata da Julia Zacharova)

È una donna considerata poco attraente, per quello i suoi due mariti (si è sposata due volte, da qui il doppio cognome) le stavano assieme solo per i tanti soldi che guadagnava in qualità di direttore di banca.
È soprannominata "gallina" da Gena, con il quale ha dei rapporti molto poco amichevoli: lei è femminista convinta, lui è al contrario, estremo maschillista. Elena ha un ruolo prevalentemente di comando nella sua piccola famiglia (non hanno figli), il suo primo marito è infatti completamente sottomesso alla sua volontà, ed è Lena che definisce i rapporti e gli interessi della famiglia.
Evgenij Stepanov, detto Zhenja (interpretato da Aleksej Sekirin)

È il primo marito di Lena, alla quale è profondamente sottomesso. Lavora nella sua stessa banca, ma guadagna molti meno soldi. Ha un'amicizia con Gena, ma ogni volta che Zhenja "comincia ad entrare nella brutta influenza di Gena" Lena lo porta subito a casa dicendo "Dobbiamo riguardare i nostri rapporti!".
Ad un certo punto, Evgenij, stufo di questa vita divorzia e inizia a condurre una vita più liberale rispetto a quella che condusse negli anni del matrimonio.
Anatolij Poleno (interpretato da Pavel Savinkov)

È il secondo marito di Lena. Non fa altro che stare a casa spendendo i soldi della moglie nella propria estetica e in altri suoi interessi. Lena spesso lo obbliga ad andare a lavorare, ma Anatolij passa al lavoro al massimo due giorni, poiché viene subito licenziato. L'unico lavoro di cui è veramente capace è quello a letto.
Ogni tanto riesce guadagnare po' di soldi tramite lotterie e giochi d'azzardo, che però spende subito.
Anatolij ha una stretta amicizia con Gena a cui Lena è molto contraria.